# Alampla
Alampla is een geslacht van vlinders van de familie Immidae.

## Soorten
- A. arcifraga (Meyrick, 1914)
- A. mormopa Meyrick, 1910
- A. palaeodes (Meyrick, 1914)
- A. tetrope Diakonoff, 1978